# Ghironda
La ghironda è un cordofono a corde strofinate da un disco, di origine medievale.

## Storia

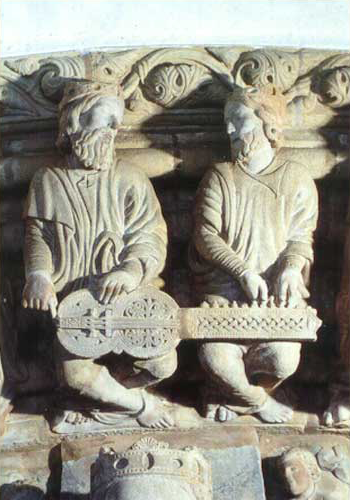
Suonatori di organistrum, cattedrale di Santiago di Compostela.

### Organistrum
È un cordofono lungo circa un metro utilizzato nel periodo romanico in ambito monastico per insegnare musica ed eseguire brani sacri. L'essere uno strumento polifonico ne avrebbe ispirato il nome, che deriverebbe quindi dal termine organum.
Una delle più famose raffigurazioni dell'organistrum si trova nel portico della Gloria della cattedrale di Santiago di Compostela (XII secolo): si può notare come lo strumento, con la cassa di risonanza a forma di otto, sia di grandi dimensioni e sia suonato contemporaneamente da due persone, di cui una addetta esclusivamente a ruotare la manovella.

### Symphonia
Attorno al XIII secolo lo strumento, le cui dimensioni sono notevolmente ridotte, prende il nome di symphonia (in francese chifonie): anche questo appellativo è probabilmente derivato dalla caratteristica polifonica dello strumento.
La symphonia è suonata da un solo strumentista e viene utilizzata per accompagnare la danza e la recitazione delle chansons de geste; in breve la sua popolarità ne allarga l'uso a processioni religiose e mystery plays.

### Dai mendicanti all'aristocrazia francese
Nella seconda metà del XVII secolo lo strumento appare nella corte francese nell'ambito della moda pastorale dell'aristocrazia di quegli anni; l'opera del liutaio Henri Bâton, che nei primi anni del secolo successivo sviluppa la ghironda nella sua forma "moderna", permette inoltre l'inserimento della vielle à roue tra gli strumenti da musica da camera. Le ghironde create da Bâton, disponibili nelle forme a chitarra e a liuto, più curate nell'aspetto esteriore e dotate di un'intonazione più precisa, riscuotono largo successo soprattutto tra il pubblico femminile; in breve tempo lo strumento viene ammesso ai concerti e molti fabbricanti di strumenti cominciano a produrlo. Il gran numero di opere d'arte del periodo che raffigurano la ghironda e i molti componimenti ad essa dedicati sono prova della popolarità dello strumento, che tuttavia non ottiene un posto fisso all'interno dell'orchestra d'opera.

## Funzionamento
Alla base del funzionamento della Ghironda c'è una ruota di legno, coperta di pece e azionata da una manovella, che sfrega le varie corde: i cantini, i bordoni  e la trompette. I cantini, solitamente due posti nella parte centrale dello strumento, sono controllati da una tastiera cromatica e realizzano la melodia. I bordoni, posti vicino al piano armonico, producono un suono continuo: di solito la tonica ma a volte si usa la dominante. La corda della trompette, poggiando su un ponticello mobile detto anche «chien» (cane), produce invece un caratteristico suono ronzante. Tramite la complessa tecnica dei colpi di manovella, che sollecitano la corda della trompette, è possibile realizzare delle formule di accompagnamento ritmico (colpi di uno, due, tre, quattro, ecc., regolari o irregolari).